# ФК Егер

Фудбалски клуб Егер (мађ. Egri FC), је мађарски фудбалски клуб који је играо у у сезони 2012/13.. Седиште клуба је у Егеру, Мађарска. Боје клуба су црвена и плава. ФК Егер је пет пута играо у првој мађарској лиги. ФК Егер је после 2013. остао без новчаних средстава и сада се такмичи у нижим лигама
Џон Маршал, британски бизнисмен који живи у Мађарској, је откупио 2013. године 75% власништва клуба, али је убрзо и продао власништво због нагомиланих дугова.
Од маја 2013. године нови власник ФК Егер је постао Шандор Коша.